# Дирижабли класса Schütte-Lanz

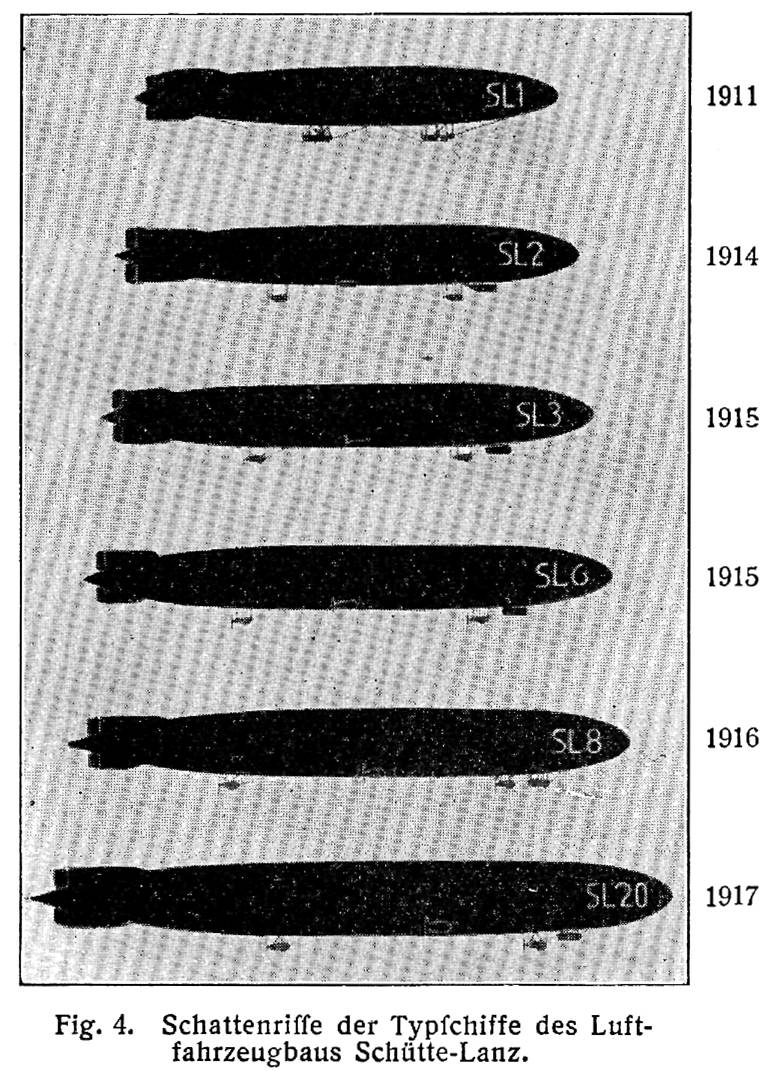

Schütte-Lanz (SL) — название серии жёстких дирижаблей, построенных одноимённой фирмой Schütte-Lanz, являющейся на то время серьёзным конкурентом дирижаблей Фердинанда фон Цеппелина. Всего было построено 20 кораблей данного класса. Поначалу, благодаря многочисленным инновациям, корабли считались успешными.

## Описание

### S.L.1
Первый корабль, построенный фирмой.
Корпус дирижабля состоял из фанеры и дерева и был изолирован от воздействия влаги и мороза. На корабле устанавливались четыре двигателя Daimler-Benz, каждый по 125 л. с.
Благодаря обтекаемой форме корпуса дирижабль развивал довольно неплохую на то время максимальную скорость 38,3 км/ч.
1 октября 1911 года корабль совершил первый полёт.12 октября 1912 года передан германской армии. Перед этим корабль успел совершить 53 экспериментальных полёта.
Дирижабль разбился во время шторма.
В честь первого полёта дирижабля S.L.1 был назван астероид (700) Ауравиктрикс, открытый 5 марта 1910 года американским астрономом Джозефом Хелффричем в Гейдельбергской обсерватории. Название в переводе с латыни означает «Победа над воздухом».
Технические характеристики
- Объём: 19 000 м³
- Длина: 131 м
- Диаметр: 18,4 м
- Грузоподъёмность: 4500 кг
- Максимальная скорость: 38,3 км/ч.

### S.L.2
Корабль строился в 1914 году.

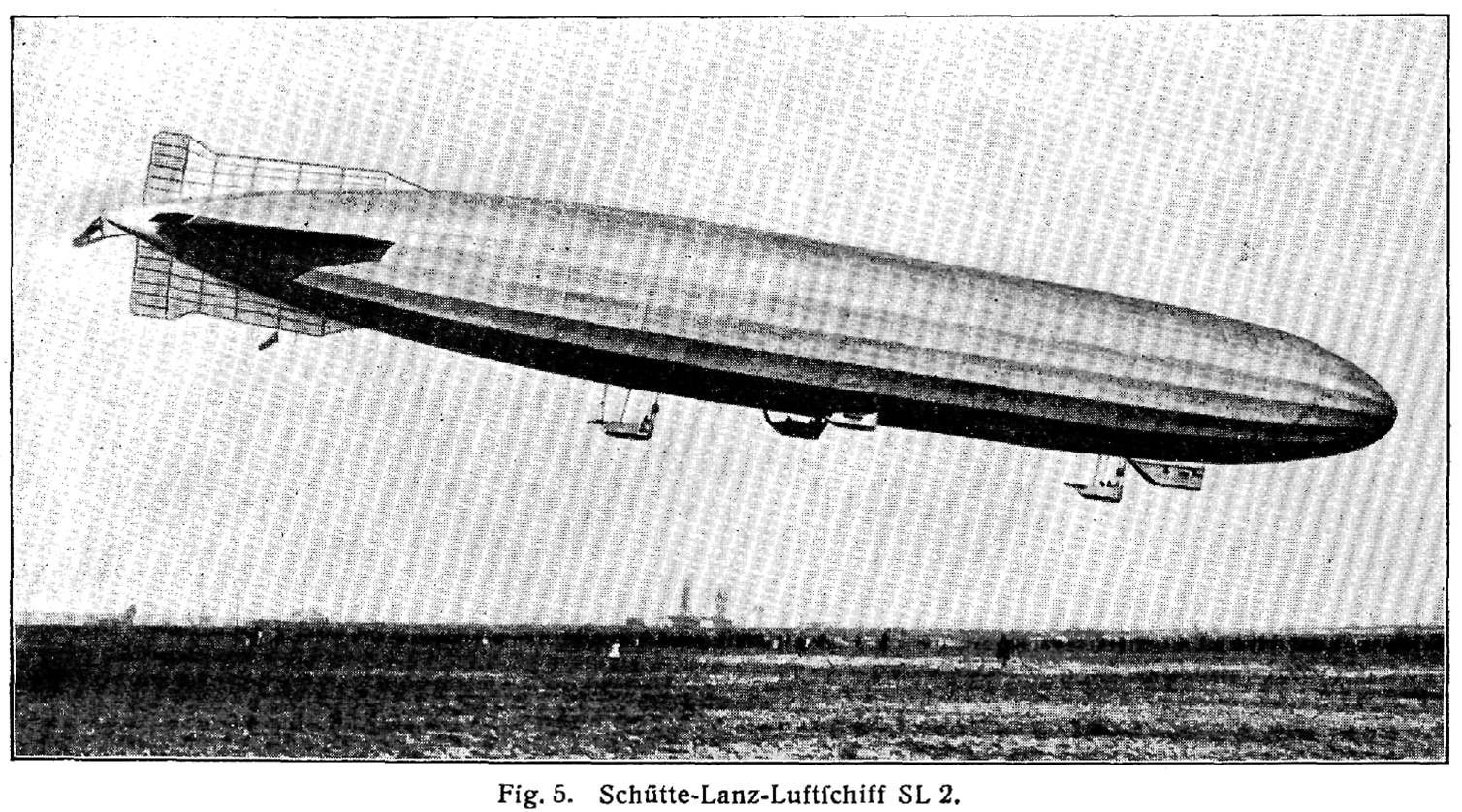

Конструкция дирижабля считается классической для жёстких дирижаблей
Разработчики позаимствовали кольцевые рамы, использовавшиеся на немецких цеппелинах. Так же корабль сохранил фанерный каркас своего предшественника. В гондолах корабля устанавливались пулемёты.
Корабль был передан австрийским вооружённым силам и получил название S.L.ll.

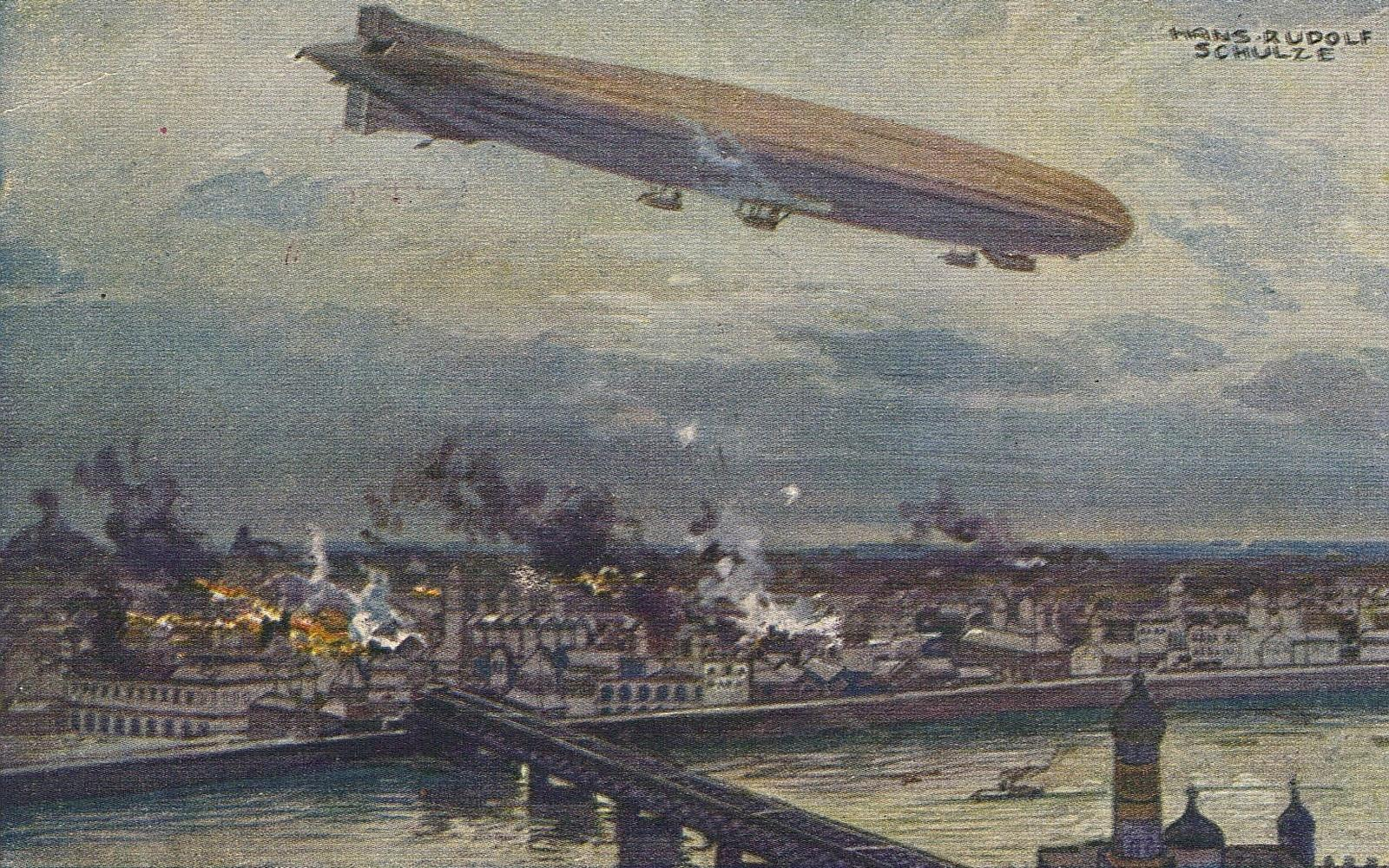
S.L.2. Бомбардировка Варшавы. 1914 год.

Дирижабль совершал воздушные операции над городами Польши и Франции.
Технические характеристики (до перестройки)
- Объём:25 000 м³
- Длина:144 м
- Диаметр: 18,2 м
- Силовая установка: 4 × Maybach C-X, 720 л. с.
- Максимальная скорость: 88,2 км/ч.

### S.L.3
Дирижабль был передан ВМФ. Первый полёт совершил 4 февраля 1915 года. Были совершены 30 разведывательных полётов и одна бомбардировочная операция в небе Англии.
Технические характеристики
- Объём:32,390 м³
- Длина: 153,1 м
- Диаметр: 19,75 м
- Полезная нагрузка: 13,2 то
- Силовая установка: 4 × Maybach C-X, 840 л. с.

### S.L.4
Так же являлся морским дирижаблем. Совершил 21 разведывательный полёт. Так же были проведены две бомбардировки на Восточном фронте. Был разрушен при обвале в эллинге.
Технические характеристики
- Объём: 32,470 м³
- Длина: 153,1 м
- Диаметр: 19,75 м
- Полезная нагрузка: 13,4 то
- Силовая установка: 4 × Maybach C-X, 840 л. с.

### S.L.5
Военный дирижабль. Базировался в Дармштадте. В первом же полёте, 4 февраля 1915 года, получил сильные повреждения, конструкция корабля была нарушена. Дирижабль отремонтировали, но 5 июля 1915 года, во втором полёте, корабль разбился во время бури.
Технические характеристики
- Объём: 32,470 м³
- Длина: 153,1 м
- Диаметр: 19,75 м
- Полезная нагрузка: 14,3 т
- Силовая установка: 4 × Maybach C-X, 840 л. с.
- Максимальная скорость: 83,2 км/ч

### S.L.6
Морской дирижабль. Провел 6 разведывательных операций. 10 ноября 1915 года корабль взорвался. Причины катастрофы неизвестны.
Технические характеристики
- Объём: 35,130 м³
- Длина: 162,1 м
- Диаметр: 19,75 м
- Полезная нагрузка: 15,8 то
- Силовая установка: 4 × Maybach C-X, 840 л. с.
- Максимальная скорость: 92,9 км/ч

### S.L.7
Военный дирижабль. Первый полёт совершил 3 сентября 1915 года. Базировался в Кёнигсберге. Корабль совершил 3 разведывательные и 3 бомбардировочные операции. После этого конструкция корабля была нарушена.
Технические характеристики
- Объём: 35,130 м³
- Длина: 162,1 м
- Диаметр: 19,75 м
- Полезная нагрузка: 15,6 т
- Силовая установка: 4 × Maybach C-X, 840 л. с.
- Максимальная скорость: 92,9 км/ч

### S.L.8
Морской дирижабль. Провел 34 разведывательных полётов и бомбардировок. Эксплуатация окончена 20 ноября 1917.
Технические характеристики
- Объём: 38,780 м³
- Длина: 174 м
- Диаметр: 20,1 м
- Полезная нагрузка: 18, 7 т
- Двигатели: 4 × Maybach HS-Lu, 960 л. с.
- Максимальная скорость: 96,8 км/ч

### S.L.9
Морской дирижабль. Совершил 13 разведывательных полётов и 4 бомбардировки. Разбился 13 марта 1917 года. Предположительной причиной является удар молнии.
Технические характеристики
- Объём: 38,780 м³
- Длина: 174 м
- Диаметр: 20,1 м
- Полезная нагрузка: 19,8 т
- Силовая установка: 4 × Maybach HS-Lu, 960 л. с.
- Максимальная скорость: 92,9 км/ч

### S.L.10
Военный корабль. Совершил 16 разведывательных полётов. Дирижабль пропал при бомбардировке Севастополя.
Технические характеристики
- Объём: 38,800 м³
- Длина: 174 м
- Диаметр: 20,1 м
- Полезная нагрузка: 21,5 т
- Силовая установка: 4 × Maybach HS-Lu, 960 л. с.
- Максимальная скорость: 90 км/ч

### S.L.11

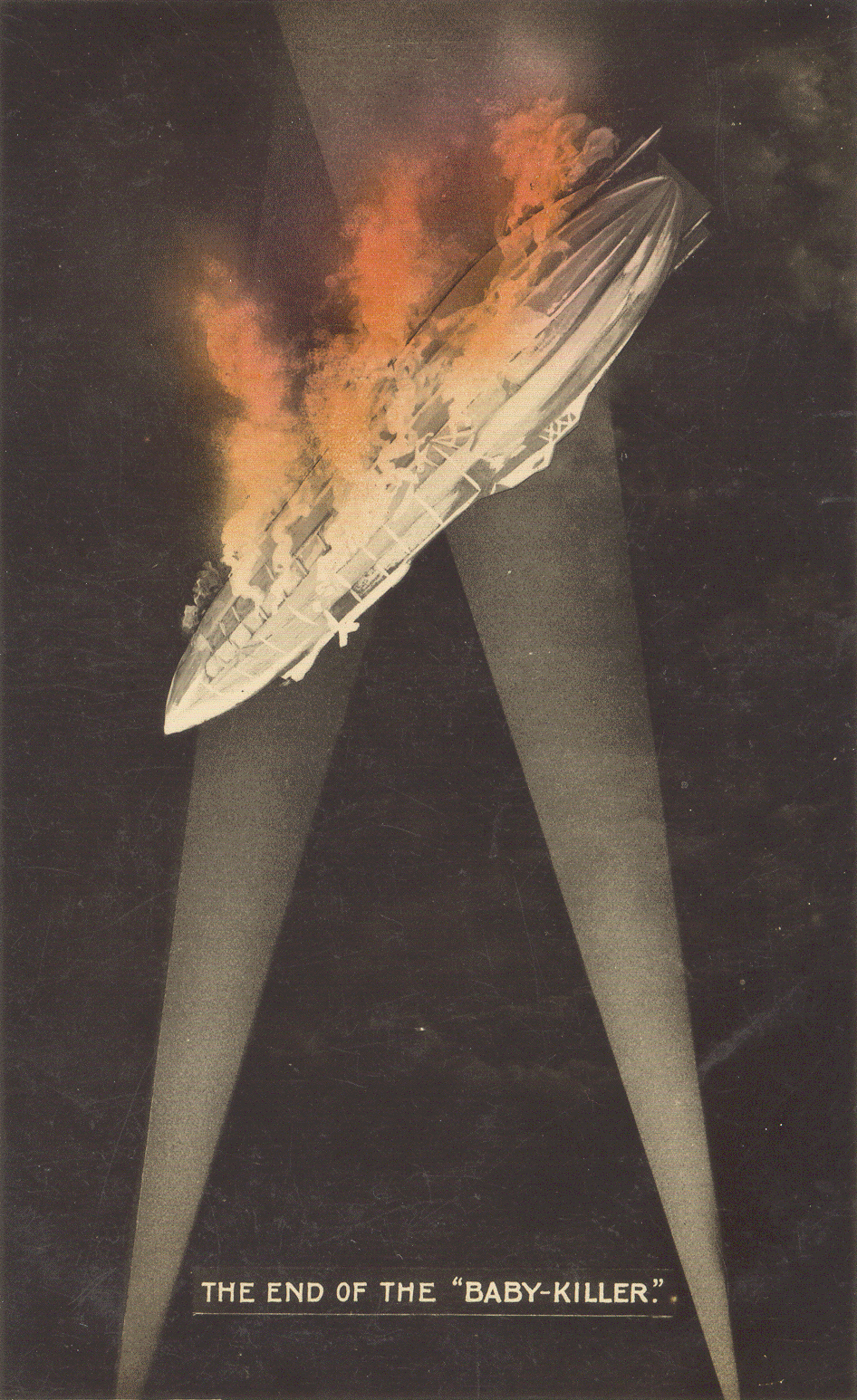
Британская пропагандистская открытка, посвящённая S.L.11. Подпись: «Конец детоубийцы».

Командиром корабля был назначен Вильям Шрамм. Стал первым дирижаблем, сбитым в небе Англии.
Технические характеристики
- Объём: 38,780 м³
- Длина: 174 м
- Диаметр: 20,1 м
- Полезная нагрузка: 21 т
- Силовая установка: 4 × Maybach HS-Lu, 960 л. с.
- Максимальная скорость: 91,8 км/ч

### S.L.12
Дирижабль ВМФ. Совершал только разведывательные полёты.
Технические характеристики
- Объём: 38,780 м³
- Длина: 174 м
- Диаметр: 20,1 м
- Полезная нагрузка: 21 т
- Силовая установка: 4 × Maybach HS-Lu, 960 л. с.
- Максимальная скорость: 86,4 км/ч

### S.L.13
Базировался в Лейпциге. Использовался только для тренировок.
Технические характеристики
- Объём: 38,780 м³
- Длина: 174 м
- Диаметр: 20,1 м
- Полезная нагрузка: 20,5 т
- Силовая установка: 4 × Maybach HS-Lu, 960 л. с.
- Максимальная скорость: 90 км/ч

### S.L.14
Военный корабль. Совершил две разведывательные операции и два бомбардировочных рейда. Позднее двигатель корабля вышел из строя.
Был реконструирован, но позднее снова повреждён.
Технические характеристики
- Объём: 38,800 м³
- Длина: 174 м
- Диаметр: 20,1 м
- Полезная нагрузка: 20,5 т
- Двигатели: 4 × Maybach HS-Lu, 960 л. с.
- Максимальная скорость: 93,6 км/ч

### S.L.15
Военный дирижабль, базировавшийся в Мангейме. В августе 1917 снят с эксплуатации.
Технические характеристики
- Объём: 38,780 м³
- Длина: 174 м
- Диаметр: 20,1 м
- Силовая установка: 4 × Maybach HS-Lu, 960 л. с.
- Максимальная скорость: 95,4 км/ч
- Полезная нагрузка: 21,5 т.

### S.L.16
Несмотря на то, что корабль строился для вооружённых сил Германии, заказан не был.
Технические характеристики
- Объём: 38,800 м³
- Длина: 174 м
- Диаметр: 20,1 м.
- Максимальная скорость: 95,4 км/ч
- Полезная нагрузка: 21,5 т
- Двигатели: 4 × Maybach HS-Lu, 960 л. с.

### S.L.17
Как и S.L.16, армией никогда не заказывался.
Технические характеристики
- Объём: 38,780 м³
- Длина: 174 м
- Диаметр: 20,1 м
- Максимальная скорость: 95,4 км/ч
- Грузоподъёсность: 21,5 т.
- Двигатели: 4 × Maybach HS-Lu, 960 л. с.

### S.L.18
Собран в Лейпциге, но уничтожен во время обвала ангара.
Технические характеристики
- Объём: 38,800 м³
- Длина: 174 м
- Диаметр: 20,1 м
- Грузоподъёсность: 21,5 т
- Двигатели: 4 × Maybach HS-Lu, 960 л. с.

### S.L.20
Дирижабль ВМФ. 5 января 1918 года сгорел в ангаре.
Технические характеристики
- Объём: 56 000 м³
- Длина: 198,3 м
- Диаметр: 22,96 м
- Грузоподъёсность: 35,5 т
- Максимальная скорость: 102,6 км/ч
- Силовая установка: 5 × Maybach HS-Lu, 1200 л. с.

### S.L.21

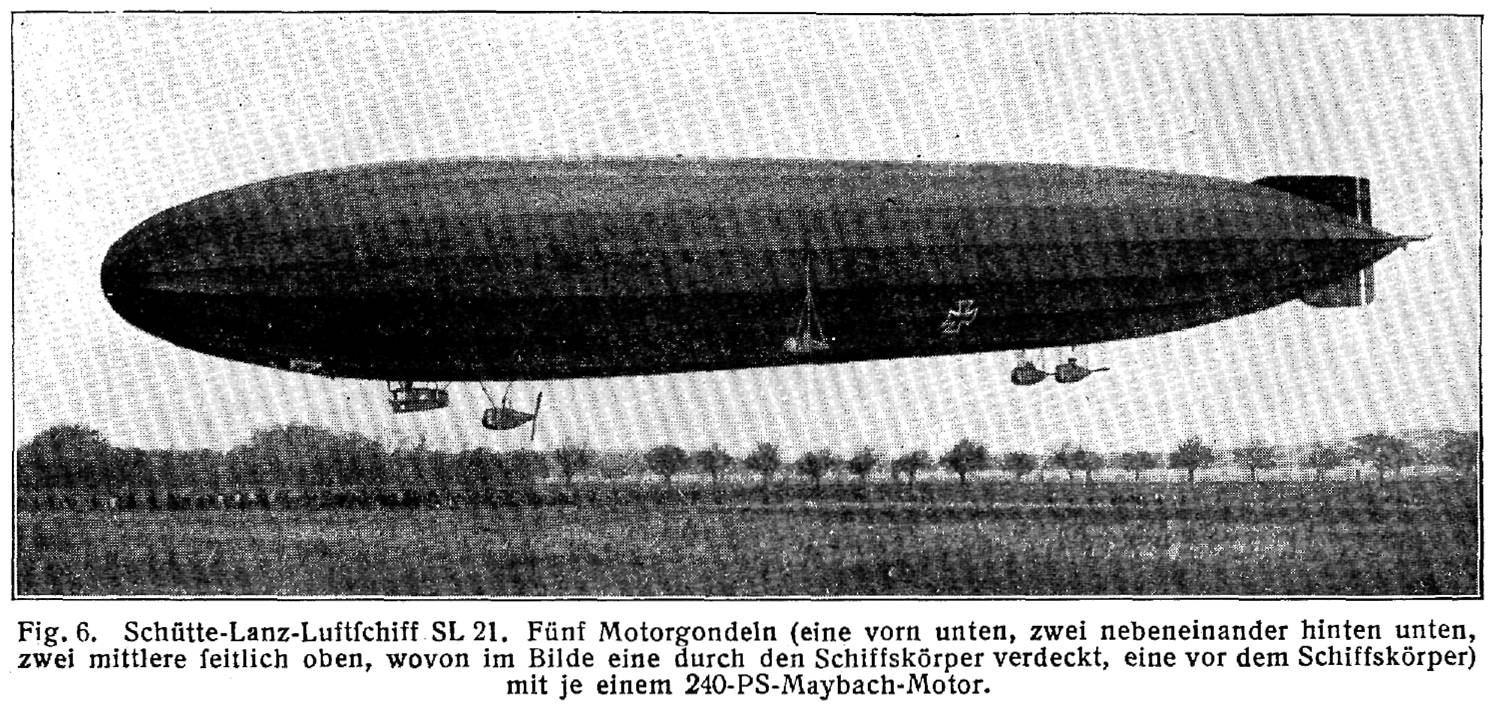

В армии не эксплуатировался. Эксплуатация прекращена а 1918 году.
Технические характеристики
- Объём: 56,350 м³
- Длина: 198,3 м
- Диаметр: 22,96 м
- Максимальная скорость: 102,6 км/ч
- Грузоподъёсность: 36 т
- Двигатели: 5 × Maybach HS-Lu, 1200 л. с.

### S.L.22
ВМФ отказался от дирижабля ввиду малой грузоподъёмности. Списан в 1920 году.
Технические характеристики
- Объём: 56 350 м³
- Длина: 198,3 м
- Диаметр: 22,96 м
- Грузоподъёсность: 37,5 т
- Максимальная скорость: 95,4 км/ч
- Двигатели: 5 × Maybach HS-Lu, 1200 л. с.

### S.L.23
Имел алюминиевую раму. Не эксплуатировался.
Технические характеристики
- Объём: 68 800 м³
- Длина: 202 м
- Диаметр: 25,4 м
- Грузоподъёсность: 46 т
- Максимальная скорость: 122,4 км/ч
- Двигатели: 8x Maybach HS-Lu, 2240 л. с.

### S.L.24
Как и S.L.23 имел алюминиевую раму. Не эксплуатировался.
- Технические характеристики
- Объём: 78 800 м³
- Длина: 232 м
- Диаметр: 25,4 м
- Грузоподъёмность: 59,5 т
- Максимальная скорость: 116,6 км/ч
- Двигатели: 8x Maybach HS-Lu, 2240 л. с.

## S.L.101
Этот и последующие дирижабли — нереализованные послевоенные проекты. Предполагалось использовать рамы по типу S.L.23 и S.L.24.
- Технические характеристики
- Объём: 101 700 м³
- Длина: 228,5 м
- Диаметр: 28,75 м
- Максимальная скорость: 130 км/ч

## S.L.102Panamerica
Проект дирижабля для трансатлантических сообщений с Нью-Йорком или Южной Америкой.
- Технические характеристики
- Объём: 220 000 м³
- Длина: 298 м
- Диаметр: 38,54 м
- Максимальная скорость: 130 км/ч

## S.L.103Pacific
Проект дирижабля для трансатлантических сообщений с Нью-Йорком или Южной Америкой, однако, судя по названию, мог использоваться и в других регионах.
- Технические характеристики
- Объём: 150 000 м³
- Длина: 274,5 м
- Диаметр: 34,77 м
- Максимальная скорость: 130 км/ч

## Конкурс на поставку дирижаблей для ВМС США
В 1926 году компания Schütte-Lanz участвовала в конкурсе на поставку дирижаблей ВМС США. Победителями стали USS Akron (ZRS-4) и USS Macon (ZRS-5) компании Goodyear-Zeppelin.